# Vrba (Tutin)
Vrba (Tutin) (em cirílico: Врба) é uma vila da Sérvia localizada no município de Tutin, pertencente ao distrito de Ráscia, na região de Stari Vlah, Ráscia e Sanjaco. A sua população era de 151 habitantes segundo o censo de 2011.

## Demografia
| 1948 | 1953 | 1961 | 1971 | 1981 | 1991 | 2002 | 2011 |
| ---- | ---- | ---- | ---- | ---- | ---- | ---- | ---- |
| 150  | 179  | 189  | 170  | 194  | 237  | 196  | 151  |